# Muito, Pouco, Tudo ou Nada
Muito, Pouco, Tudo ou Nadas foi um magazine exibido pela primeira vez na RTP1.

## Sinopse
Muito, Pouco, Tudo ou Nada foi um magazine cultural que tinha como fio condutor uma entrevista informal a uma figura ligada ao meio artístico português.
Ao longo da conversa, Isabel Bahia não só abordava o percurso profissional do entrevistado, mas solicitava-lhe também sugestões para os telespectadores acerca de cinema, exposições, livros, música, teatro e outros espetáculos.

## Curiosidades
- Muito, Pouco, Tudo ou Nada começou por ser um programa com exibição quinzenal, alternando com outros magazines, mas mais tarde assumiu um caráter semanal.
- O horário de exibição (aos sábados) também foi alterado: inicialmente por volta das 19:30, antes do Telejornal, passando depois para as 13:00.
- Em cada programa, Isabel Bahia entrevistou o convidado num local diferente, geralmente a sua casa ou o seu local de trabalho.